# Ivorium
Das Ivorium ist in der Erdgeschichte ein Zeitabschnitt des Karbon. Es ist die obere regionale Unterstufe (von manchen Autoren auch als Stufe benutzt) der regionalen und globalen Stufe des Tournaisiums in Belgien. In absoluten Zahlen ausgedrückt dauerte das Ivorium von etwa 351,5 bis etwa 345,5 Millionen Jahren. In der Stufen-/Unterstufengliederung des Karbon in Belgien geht dem Ivorium das Hastarium voran, es wird vom Moliniacium, der unteren regionalen Unterstufe des Viséum gefolgt.

## Geschichte und Namensgebung
Die Unterstufe bzw. Stufe ist nach dem Ort Yvoir, am rechten Ufer der Maas, zwischen Namur und Dinant (Belgien) benannt. Das Ivorium wurde von Raphael Conil, Eric Groessens und Henri Pirlet 1977 ursprünglich als Stufe vorgeschlagen, von späteren Autoren jedoch meist im Rang einer Unterstufe benutzt. Nach der Stratigraphischen Tabelle von Deutschland 2002 ist es auch in Deutschland als Unterstufe des Tournaisium verfügbar.

## Definition und Korrelation
Die Basis des Ivorium wird durch das Erstauftreten der Conodonten-(Unter-)Art Polygnathus communis carina definiert. Das Erstauftreten der Foraminiferen-Art Eoparastaffella simplex markiert die Basis des darauf folgenden Moliniaciums und damit auch die Obergrenze des Ivorium. Das Ivorium wird heute mit dem oberen Teil des Tournaisium korreliert.
Das absolute Alter des Ivorium ist umstritten. Nach Menning et al. (2000) dauerte es von 348 bis 342,5 Millionen Jahre, nach der Stratigraphischen Tabelle von Deutschland 2002 (STD2002) reicht das Ivorium von etwa 351,5 bis etwa 345,5 Millionen Jahren. Mit einer Dauer von 3,7 Millionen (von 349 bis 345,3) ist es in der Geological Time Scale 2004 (GTS2004) am kürzesten.

## Untergliederung
Das Ivorium kann biostratigraphisch in die Foraminiferen-Zone MFZ5 bis MFZ8 untergliedert werden. In der Abfolge der rugosen Korallen nimmt es die Zonen RC3 und den unteren Teil der RC4 ein.